# Marienhagen
Marienhagen er en by og tidligere kommune i det centrale Tyskland med 766(2014) indbyggere, hørende under Landkreis Hildesheim i den sydlige del af delstaten Niedersachsen. Den er en del af amtet (Samtgemeinde) Duingen.

## Geografi
Marienhagen er beliggende i Leinebergland øst for Naturpark Weserbergland Schaumburg-Hameln mellem Elze mod nord og Eschershausen mod syd. Mod nordvest ligger Thüster Berg og mod sydøst Duinger Berg.